# Eleocharis attenuata
Eleocharis attenuata là loài thực vật có hoa trong họ Cói. Loài này được (Franch. & Sav.) Palla mô tả khoa học đầu tiên năm 1910.